# Operand
U matematici, operand je jedan od ulaza (argumenata) operatora. Za primjer, u
3 + 6 = 9
'+' je operator a '3' i '6' su operandi.
Broj operanada operatora se zove njegova mjesnost (aritet). Ovisno o mjesnosti, operatori se mogu klasificirati kao unarni, binarni, ternarni itd.
U računalnim programskim jezicima, definicija operatora i operanda je gotovo ista kao i u matematici.
Dodatno, u asemblerskom jeziku, operand je vrijednost (argument) nad kojim djeluje instrukcija, imenovana mnemonikom. Operand može biti registar procesora, memorijska adresa, literalna konstanta ili labela. Jednostavan primjer (u PC arhitekturi) jest
MOV   EBX, EAX
pri čemu se vrijednost u registarskom operandu 'EAX' pomiče u registar 'EBX'. Ovisno o instrukciji, može biti nula, jedan, dva ili više operanada.